# 트베르스카야역
트베르스카야역(러시아어: Тверска́я)은 모스크바 지하철 자모스크보레츠카야 선의 역이다.

## 역사
트베르스카야 역은 1979년 7월 20일 처음 개장했다. 1990년 11월 5일 지금의 이름으로 바뀌기 전까지 역의 이름은 고리콥스카야였으며, 이 이름은 러시아 사회주의 리얼리즘의 대표적 작가였던 막심 고리키에서 따온 것이었다. 세르푸홉스코 티미랴젭스카야 선의 역 역시 러시아 작가인 안톤 체호프의 이름을 따서 지었다.

## 지리
트베르스카야 역에서 내리면 트베르 거리(Тверская Улица, 트베르스카야 울리차)와 푸시킨 광장(Пушкинская площадь, 푸시킨스카야 플로샤디), 트베르 대로(Тверской Бульвар, 트베르스코이 불바르)로 나올 수 있다.

## 환승
이 역에서는 타간스코 크라스노프레스넨스카야 선의 푸시킨스카야 역과 세르푸홉스코 티미랴젭스카야 선의 체홉스카야 역으로 갈아탈 수 있다.

## 같이 보기
- (러시아어) 모스크바 지하철 홈페이지의 트베르스카야 역 설명
- (러시아어) metro.ru의 트베르스카야 역 설명
- (러시아어) news.metro.ru의 트베르스카야 역 설명
- (러시아어) 트베르스카야 역 설계도[깨진 링크(과거 내용 찾기)]
- (러시아어) KartaMetro.info의 트베르스카야 역 설명[깨진 링크(과거 내용 찾기)] — 주변 지리, 교통 설명